# Storkvarntjärnen (Stensele socken, Lappland)
Storkvarntjärnen är en sjö i Storumans kommun i Lappland och ingår i Umeälvens huvudavrinningsområde.